# Passy, Saône-et-Loire
Passy är en kommun i departementet Saône-et-Loire i regionen Bourgogne-Franche-Comté i östra Frankrike. Kommunen ligger i kantonen Saint-Gengoux-le-National som tillhör arrondissementet Mâcon. År 2022 hade Passy 70 invånare.

## Befolkningsutveckling
Antalet invånare i kommunen Passy
| Referens: INSEE |